# 헬리코프리온

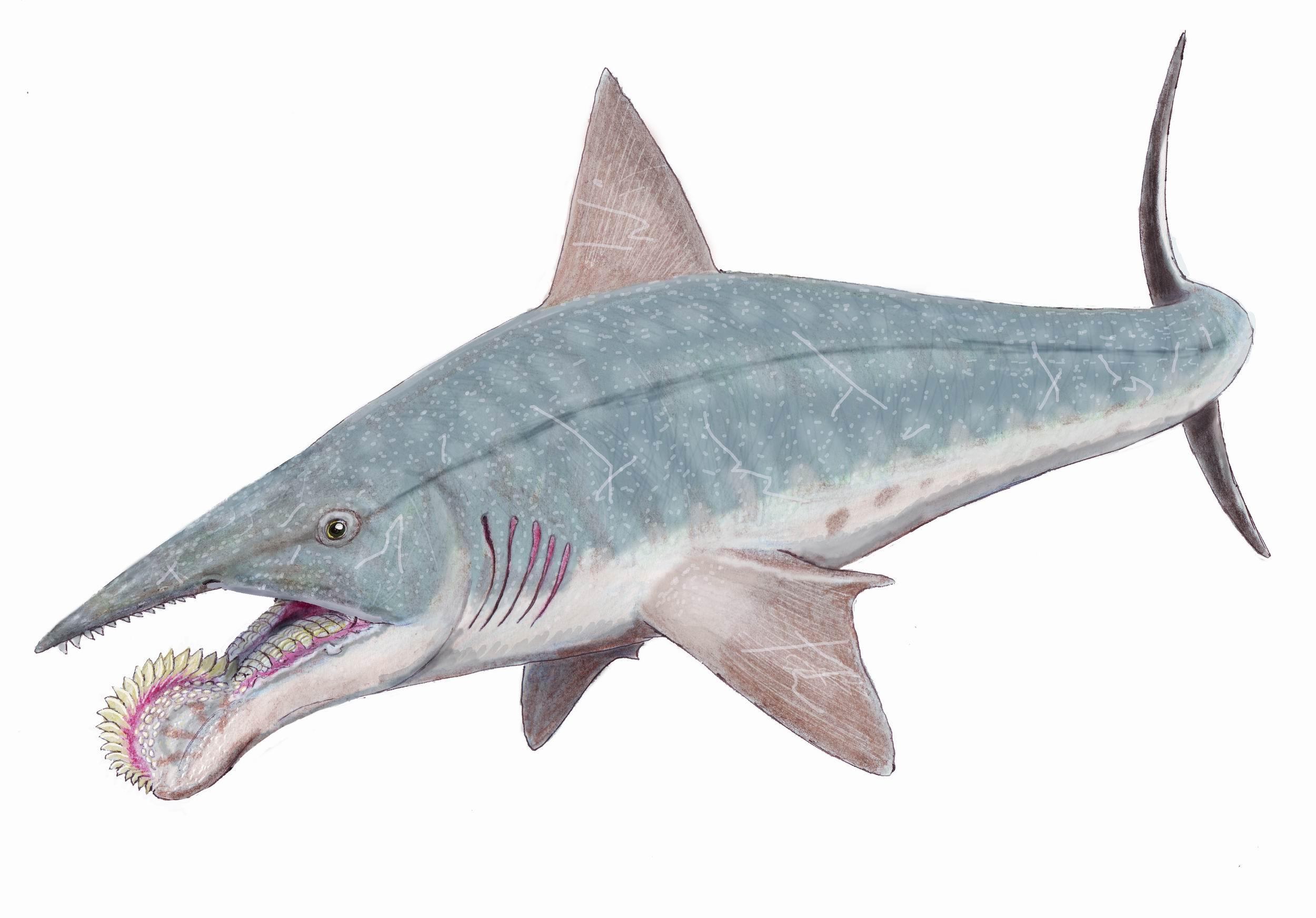

헬리코프리온(학명:Helicoprion bessonowi)은 에우게네오두스목 헬리코프리온과에 속하는 고대의 물고기이다. 몸길이가 5~8m인 거대 어류이다.

## 특징
헬리코프리온은 현생의 상어와는 달리 날카로운 나선형의 동그란 치아를 가진 어종으로 그리스어로 나선형의 톱날을 지칭한다. 다른 연골어류와 마찬가지로 헬리코프리온도 연골로 이뤄진 뼈를 가지고 있으며 그로 인해 예외적으로 연골까지 온전히 보존되는 상황이 아니라면 정확한 모습을 구현하기 힘들었다. 그러나 체형은 몇몇 유진도에서 알려지는 사후의 유예를 통해 추정할 수 있다. 헬리코프리온은 삼각형 모양의 가슴지느러미가 있는 융합적인 신체 구조를 가지고 있으며 등지느러미도 일반적인 상어와는 달리 1개인 어종이다. 생존 시기에 몸의 색깔은 갈색에서 흰색의 반점이 섞이거나 아니면 푸른색으로 이뤄진 등쪽에 배쪽은 흰색을 띄었을 것으로 추정되며 골반지느러미, 항문지느러미, 배지느러미가 없었다는 점도 있었다. 치아의 크기는 나선형의 중심에서 멀리 증가하며 가장 큰 치아는 길이가 10cm를 초과할만큼 컸다. 완전한 치아의 소용돌이에서 나선형의 가장 바깥쪽 부분은 치아 크라운의 중간 부분과 상부가 부족한 확장된 뿌리로 종료가 된다. 성상수 톱니가 낮고 둥글게 되어 치아를 긁어내는 포장을 형성했다. 뒤에서 볼 때 성상수는 메켈의 연골과 짝을 이루는 턱 관절을 형성한다. 성기사와 효만디불라사이엔 관절에 대한 증거가 없으며 메켈의 연골은 성기사와의 관절 직전에 추가 프로젝션을 가지고 있다. 치아와 같은 연석의 비늘과 원추형의 크라운을 가지고 있었으며 톱니 모양의 세로 능선으로 덮여 있다. 먹이로는 당시에 살았던 조개 및 암모나이트와 같은 패각류들과 오징어와 같은 두족류에 물고기를 주로 섭식했을 것으로 추정한다.

## 생존시기와 서식지와 화석의 발견
헬리코프리온의 생존시기는 고생대의 페름기에서 중생대의 트라이아스기까지 번성했던 종으로 약 3억년전~2억년전까지 살았던 어종이다. 생존시기에는 중국과 일본을 중심으로 하는 바다에 주로 서식했을 것으로 추정한다. 화석의 발견은 1899년에 이뤄졌으며 러시아의 우랄산맥에서 러시아의 고생물학자인 카르핀스키에 의해 처음으로 발견이 되었고 이후 중국, 러시아, 일본, 서부 오스트레일리아, 카자흐스탄, 라오스, 노르웨이, 캐나다, 미국으로 이뤄진 북아메리카, 멕시코, 유럽의 국가까지 광범위하게 화석이 발견되었다. 페름기에서 초기 트라이어스기까지는 매우 번창하였으나 이후 다른 해양 파충류와 해룡에 의해 멸종이 되었을 것으로 추정한다. 화석의 경우는 페름기에 만들어진 지층에서 가장 많이 발견이 되었다.

## 같이 보기
- 톰슨가젤
- 임팔라
- 사자
- 코끼리
- 얼룩말
- 기린
- 고양이
- 토끼
- 악어
- 상어
- 중생대
- 고생대